# Sean Scully
Sean Scully (Dublín, 30 de junio de 1945) es un artista estadounidense de origen irlandés que ha sido nominado dos veces al premio Turner. Varios museos de todo el mundo conservan obras suyas. 

## Biografía
Scully Nació en Dublín y creció al sur de Londres, donde su familia se estableció en 1949. Estudió en el Croydon College of Art y en la Universidad de Newcastle upon Tyne. Recibió una beca para ir a estudiar a la Universidad de Harvard a principios de la década de 1970 y desde entonces se estableció en Nueva York.
Scully fue nominado para el premio Turner en 1989 y en 1993. Ha expuesto ampliamente por toda Europa y los Estados Unidos, con presencia en algunos de los museos más importantes del mundo, incluyendo el Museo Metropolitano de Arte, el Museo de Arte Moderno de Nueva York, y el Museo Solomon R. Guggenheim de Nueva York, la Galería Nacional de Arte y el Smithsonian, entre otros muchos.
En 2015 inauguró el Espai d'Art Sean Scully, una instalación permanente en la capilla del Monasterio de Santa Cecília de la Montaña de Montserrat.
Scully que vivió y trabajó entre Nueva York y Múnich, donde ejerció de profesor en la academia de bellas artes, tuvo como residencia habitual Barcelona, hasta que en 2019 decidió mudarse con su familia a Aix-en-Provence ante su disconformidad con el idioma catalán.